# Cenate Sotto
Cenate Sotto é uma comuna italiana da região da Lombardia, província de Bérgamo, com cerca de 2.665 habitantes. Estende-se por uma área de 4 km², tendo uma densidade populacional de 666 hab/km². Faz fronteira com Cenate Sopra, San Paolo d'Argon, Scanzorosciate, Trescore Balneario.

## Demografia
| Variação demográfica do município entre 1861 e 2011                               |
|                                                                                   |
| Fonte: Istituto Nazionale di Statistica (ISTAT) - Elaboração gráfica da Wikipedia |